# Arcteranthis
Arcteranthis es un género con una sola especie, Arcteranthis cooleyae, de plantas de flores perteneciente a la familia Ranunculaceae. 